# 네가 있어준다면
《네가 있어준다면》(영어: If I Stay)는 R. J. 커틀러 감독, 클로이 그레이스 머레츠 주연의 2014년 로맨틱 드라마 영화로, 게일 포먼의 동명 소설을 원작으로 한다. OST는 에이토르 페레이라가 담당했다.

## 줄거리
첼로에 뛰어난 재능이 있는 미아는 신예 록 음악가인 사랑하는 남자친구와 줄리아드 스쿨 진학을 두고 갈등하던 중 교통 사고로 생사의 기로에 서게 된다.

## 출연
- 클로이 그레이스 머레츠 - 미아 홀 역
- 제이미 블래클리 - 애덤 와일드 역
- 미레이 이너스 - 캐슬린 "캣" 홀 역
- 조슈아 레너드 - 데니스 "데니" 홀 역
- 스테이시 키치 - 할아버지 조지 홀 역
- 아이샤 하인즈 - 라미레스 간호사 역
- 로런 리 스미스 - 윌로 역
- 리아나 리버라토 - 킴 샤인 역
- 알리야 오브라이언 - 응급구조사 역